# Shy Glizzy
Pour les articles homonymes, voir King.
Shy Glizzy, de son vrai nom Marquis Amonte King, né le 12 décembre 1992 à Washington D.C., est un rappeur américain.

## Biographie
Shy Glizzy naît le 12 décembre 1992 au Greater Southeast Community Hospital (en) de Washington D.C., et grandît dans le quadrant de Southeast avec sa mère, sa grand-mère et son petit frère. Son père meurt tué peu avant son 1er anniversaire. Alors âgé de 16 ans, il est condamné à passer 14 mois dans un établissement pénitentiaire pour mineurs. C'est incarcéré qu'il écrit ses premiers textes et qu'il décroche son GED. C'est en janvier 2011 que sort sa première mixtape, No Brainer, suivie, en octobre 2011 par la mixtape Streets Hottest Youngin. En 2012, le magazine Complex le nomme parmi les « 10 nouveaux rappeurs de l'aire métropolitaine de Baltimore-Washington à surveiller ». 
En 2014, le titre Awwsome, extrait de sa septième mixtape Young Jefe, devient le premier grand succès de sa carrière se classant à la 33e place du Hot R&B/Hip-Hop Songs. Un remix de la chanson avec 2 Chainz et ASAP Rocky voit le jour, lequel comptabilise 750 000 écoutes en huit jours sur la plateforme SoundCloud. La même année, il signe chez 300 Entertainment (en). L'année suivante, après avoir sorti 9 mixtapes entre janvier 2011 et juin 2015, Shy Glizzy est nommé dans la XXL Freshman Class. Le 30 septembre 2015, il sort la mixtape For Trappers Only en collaboration avec le producteur Zaytoven. Le 15 juillet 2016, il sort sa onzième mixtape intitulé Young Jefe 2. Fin 2016, il est invité par GoldLink sur le titre Crew, lequel rencontre un grand succès et leur vaut d'être nommés pour le Grammy Award de la meilleure collaboration rap/chant en 2018.

## Discographie

### Albums studio
- 2018 : Fully Loaded
- 2019 : Covered n' Blood

### EPs
- 2017 : The World Is Yours
- 2019 : Aloha

### Mixtapes
- 2011 : No Brainer
- 2011 : Streets Hottest Youngin
- 2012 : Law
- 2012 : Fly Money (avec Jose Guapo)
- 2012 : Fxck Rap
- 2013 : Law 2
- 2014 : Young Jefe
- 2014 : Law 3 : Now or Never
- 2015 : Be Careful (avec Glizzy Gang)
- 2015 : For Trappers Only (avec Zaytoven)
- 2016 : Young Jefe 2
- 2017 : Quiet Storm
- 2020 : Young Jefe 3